# Helius (Helius) multivolus
Helius (Helius) multivolus is een tweevleugelige uit de familie steltmuggen (Limoniidae). De soort komt voor in het Neotropisch gebied.